# Babatha

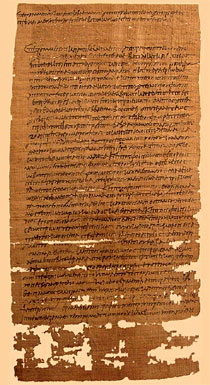
Tài liệu về sở hữu 4 vườn cây chà là của Babatha

Babatha là một phụ nữ Do Thái sống ở thành phố cảng Maoza (ngày nay thuộc Jordan) ở đầu thế kỷ thứ 2 sau Công nguyên.
Năm 1960, nhà khảo cổ Yigael Yadin đã phát hiện một túi bằng da chứa các tài liệu riêng của bà ở bên trong nơi được gọi là Cave of Letters (Hang Thư), gần Biển Chết. Các tài liệu được tìm thấy gồm có các hợp đồng pháp lý liên quan đến hôn nhân, các vụ chuyển nhượng tài sản, và việc giám hộ. Những tài liệu này có từ năm 96 tới năm 134 sau Công nguyên, mô tả một bức tranh sinh động về cuộc sống của một phụ nữ Do Thái thuộc giai cấp trên trung lưu trong thời đại đó. Chúng cũng cung cấp một ví dụ về [[luật La Mã|| và hệ thống pháp luật mà bà đã trải qua.

## Cuộc đời
Babatha sinh vào khoảng năm 104 sau Công Nguyên ở Maoza. Rất có thể bà là con một hoặc là con gái đầu lòng, nên bà được thừa kế vườn cây chà là của người cha khi cha mẹ bà qua đời. Năm 124, bà kết hôn, có một con trai nhỏ, Jesus, rồi góa chồng. Năm 125 bà đã tái hôn với Judah, chủ sở hữu của 3 vườn cây chà là ở Ein Gedi, người đã có một vợ và con gái tuổi thanh thiếu niên . Không biết chắc là Babatha sống trong cùng một nhà với người vợ cả hay là Judah đi lại giữa hai hộ gia đình riêng biệt, như chế độ đa thê vẫn được cho phép trong cộng đồng Do Thái.